# Montpellier District
Pour les articles homonymes, voir District de Montpellier (homonymie).
 (avril 2018).
Montpellier District était une structure de coopération intercommunale française située dans le département de l'Hérault.

## Histoire
Le district des communes de l'agglomération de Montpellier a été fondé par arrêté préfectoral le 19 janvier 1965.
Le district a été créé par Montpellier et onze communes voisines pour « étudier et résoudre en commun les problèmes d'urbanisme soulevés par le développement de l'agglomération montpelliéraine » des années 1960. Progressivement, le district a reçu des communes membres de nouvelles compétences.
Le 1er août 2001, il est remplacé par une communauté d'agglomération, appelée Montpellier Agglomération, devenue métropole sous le nom de Montpellier Méditerranée Métropole le 1er janvier 2015.

## Membres
| Nom                 | Code Insee | Gentilé         | Superficie (km2) | Population (dernière pop. légale) | Densité (hab./km2) |
| ------------------- | ---------- | --------------- | ---------------- | --------------------------------- | ------------------ |
| Montpellier (siège) | 34172      | Montpelliérains | 56,88            | 275 318 (2014)                    | 4 840              |
| Baillargues         | 34022      | Baillarguois    | 7,68             | 6 909 (2014)                      | 900                |
| Castelnau-le-Lez    | 34057      | Castelnauviens  | 11,18            | 19 157 (2014)                     | 1 714              |
| Clapiers            | 34077      | Clapiérois      | 7,69             | 5 378 (2014)                      | 699                |
| Le Crès             | 34090      | Cressois        | 5,84             | 8 957 (2014)                      | 1 534              |
| Grabels             | 34116      | Grabélois       | 16,24            | 7 597 (2014)                      | 468                |
| Jacou               | 34120      | Jacoumards      | 3,43             | 6 584 (2014)                      | 1 920              |
| Juvignac            | 34123      | Juvignacois     | 10,83            | 8 755 (2014)                      | 808                |
| Lattes              | 34129      | Lattois         | 27,83            | 15 963 (2014)                     | 574                |
| Montferrier-sur-Lez | 34169      | Montferrierains | 7,70             | 3 532 (2014)                      | 459                |
| Palavas-les-Flots   | 34192      | Palavasiens     | 2,38             | 6 281 (2014)                      | 2 639              |
| Pérols              | 34198      | Péroliens       | 6,01             | 9 089 (2014)                      | 1 512              |
| Prades-le-Lez       | 34217      | Pradéens        | 8,88             | 4 954 (2014)                      | 558                |
| Saint-Jean-de-Védas | 34270      | Védasiens       | 12,89            | 8 595 (2014)                      | 667                |
| Vendargues          | 34327      | Vendarguois     | 8,98             | 6 186 (2014)                      | 689                |

Douze communes ont fondé le district le 19 janvier 1965. Pérols y adhère en 1974 en restant membre du SIVOM de l'étang de l'Or (comprenant les communes des cantons de Mauguio et Valergues). Baillargues adhère en août 1985 et Prades-le-Lez en mars 1986. En l'an 2000, il est composé de quinze communes.

## Compétences
Face à l'afflux de population permanente et estivale dans les années 1960, la première compétence du district est de coordonner les politiques d'urbanisation des communes membres, puis celles de développement économique. Le district accompagne la création de zones industrielles (La Lauze à Saint-Jean-de-Védas, Garosud à Montpellier, La Biste à Vendargues), de parcs d'activités et de pépinières d'entreprises (comme Cap Alpha à Clapiers).
Pendant les années 1980, les communes transfèrent plusieurs compétences au district :
- les transports en commun en octobre 1980, dont s'occupe la Société montpelliéraine de transport urbain (SMTU devenue TAM) qui gère plusieurs parcs de stationnement et la première ligne de tramway en juillet 2000 ;
- la réalisation et la gestion d'équipements culturels et sportifs. Plusieurs salles de sport et les stades des équipes de sport collectif de Montpellier sont entretenues par le district depuis le 14 juin 1988[4] ;
- l'assainissement des eaux usées en 1990 ;
- le traitement des ordures ménagères en 1991 ;
- les pompes funèbres du domaine de Grammont en 1996.

C'est pendant les années 1990 que des projets imposants sont construits par le district pour accomplir ses compétences :
- le centre Demeter de retraitement des déchets ménagers recyclables en 1994[5] ;
- la piscine olympique dans le quartier d'Antigone en 1996 ;
- la bibliothèque centrale Émile Zola et un réseau de médiathèques en 2000 ;
- la ligne 1 de tramway inaugurée le 1er juillet 2000.

Cependant, des tensions entre certaines communes et le deuxième président du district et maire de Montpellier, Georges Frêche (PS), existent :
- le maire de Lattes, Michel Vaillat s'est opposé pendant ses mandats au maintien de la décharge du Thôt et à l'agrandissement de la station d'épuration de la Céreirède, deux aménagements sources de nuisances et situés sur sa commune ;
- des personnalités politiques locales de droite ont exprimé des oppositions contre plusieurs projets du maire de Montpellier, jugés monumentaux et coûteux pendant les phases de projet (piscine olympique, médiathèque centrale et tramway), et bien souvent construits sur le territoire de la commune de Montpellier. Quelques équipements avaient quand même été construit hors de Montpellier comme la piscine de Jacou inaugurée en 1993.

Ces tensions ont pu pénaliser les habitants de communes dont les maires s'opposaient à la politique du maire de la ville de Montpellier. Elles ont été la cause de la méfiance des communes non membres du district qui ont pu faire partie des projets de tracé de la communauté d'agglomération montpelliéraine[réf. nécessaire].
À partir du 1er août 2001, la communauté d'agglomération a repris les compétences du district étendues à la trentaine de communes membres. Les communes membres semblent profiter plus largement d'équipements communautaires : transformation de bibliothèques municipales en médiathèques, piscine de Saint-Jean-de-Védas, réseau de « Maisons de l'agglomération » et cartes de réduction pour les habitants des communes membres.

## Présidence
| Nom | Nom             | Parti | Début        | Fin             | Mandats |
| --- | --------------- | ----- | ------------ | --------------- | --- |
|     | François Delmas | RI    | février 1965 | avril 1977      | Maire de Montpellier de 1959 à 1977 Député de la 1re circonscription de l'Hérault de 1978 à 1981 |
|     | Georges Frêche  | PS    | 4 avril 1977 | 31 juillet 2001 | Député de la 1re circonscription de l'Hérault de 1973 à 1978 et de 1981 à 1986 Maire de Montpellier de 1977 à 2004 Député de l'Hérault de 1986 à 1988 Député de la 4e circonscription de l'Hérault de 1988 à 1993 Député de la 2e circonscription de l'Hérault de 1997 à 2002 |